# 676734 Wojcicki
676734 Wojcicki este o planetă minoră (asteroid) din centura de asteroizi. A fost descoperită pe 15 septembrie 2012 la  de . 
Obiectul prezintă o orbită caracterizată de o semiaxă mare de 2,5831656506993 UAi, o excentricitate de 0,13113950679413, o înclinație de 6,3910295402122 ° în raport cu ecliptica.